# Metropolitano (Argentina)

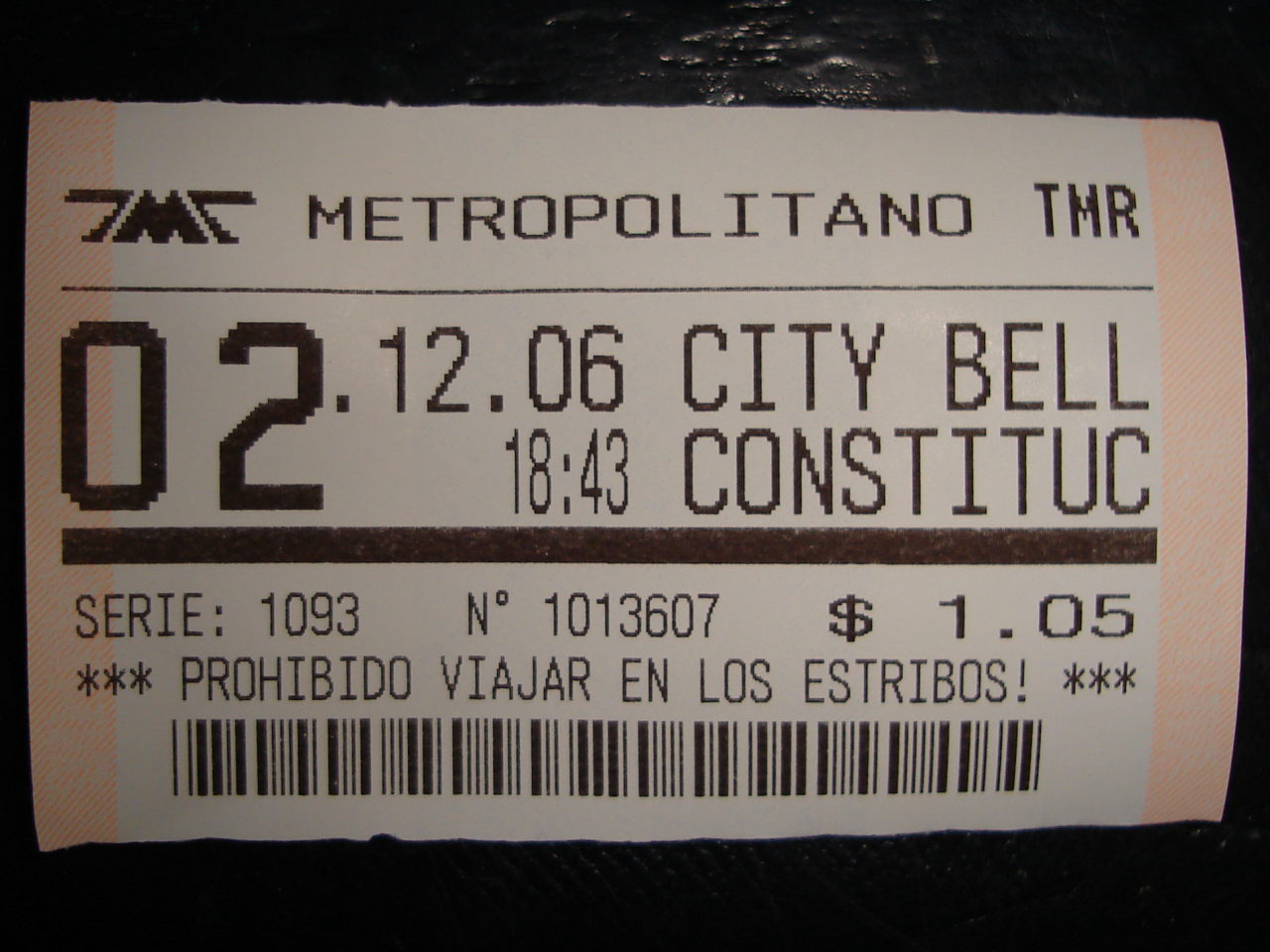
Boleto para la línea Roca.

Metropolitano fue un consorcio argentino dedicado al transporte ferroviario de pasajeros integrado por las empresas Transportes Metropolitano San Martín (TMS), Transportes Metropolitano Roca (TMR) y Transportes Metropolitano Belgrano Sur (TMB) que existió entre los años 1994 y 2007.
La empresa se formó en 1994 cuando, en el marco del plan de reforma del Estado encarado por el entonces presidente Carlos Menem, recibió en concesión la operación del servicio suburbano de pasajeros en los ferrocarriles General Roca (TMR), General Belgrano Sur (TMB) y General San Martín (TMS). Inicialmente propiedad de la constructora Ormas y el grupo Trainmet, agrupación de empresas de colectivos, a partir de 2001 quedó en manos del cuestionado empresario italiano Sergio Taselli, también adjudicatario de otras concesiones y privatizaciones llevadas a cabo en el período y que, en 2002, se hizo con las instalaciones y planos de diseño de la fabrica cordobesa Materfer, ex subsidiaria de la desaparecida Fiat Ferroviaria.
El general deterioro del material rodante y remolcado, así como las malas condiciones en la prestación del servicio a pesar de los cuantiosos subsidios estatales asignados, fueron motivo de constantes denuncias y multas de organismos oficiales en los tres corredores que el grupo empresarial tenía asignados, e incluso de agrupaciones de protesta por parte de los usuarios. En 2004 le fue revocada la concesión del Ferrocarril San Martín por intermedio del decreto 798 del Poder Ejecutivo Nacional. A pesar de que habían existido episodios similares anteriores, una violenta protesta de usuarios en la estación Constitución el 15 de mayo de 2007 motivó la final rescisión del contrato de concesión de los ferrocarriles Belgrano Sur y Roca mediante los decretos 591 y 592. Las tres líneas quedaron desde entonces en manos de una Unidad de Gestión Operativa Ferroviaria de Emergencia, conformado por las demás concesionarias y el Estado nacional.

## Servicios
| Ferrocarril        | Servicios | Inicio de concesión | Fin de concesión   |
| ------------------ | --- | ------------------- | ------------------ |
| TMS (San Martín)   | Retiro - Pilar | 1 de abril de 1994  | 7 de enero de 2005 |
| TMB (Belgrano Sur) | Buenos Aires - Marinos del Belgrano Buenos Aires - González Catán Puente Alsina - Aldo Bonzi                                                                  | 1 de mayo de 1994   | 22 de mayo de 2007 |
| TMR (Roca)         | Constitución - La Plata Constitución - Ezeiza - Cañuelas Constitución - Glew - Korn Constitución - Bosques Temperley - Haedo Termperley - Bosques - Gutiérrez | 1 de enero de 1995  | 22 de mayo de 2007 |

## Galería

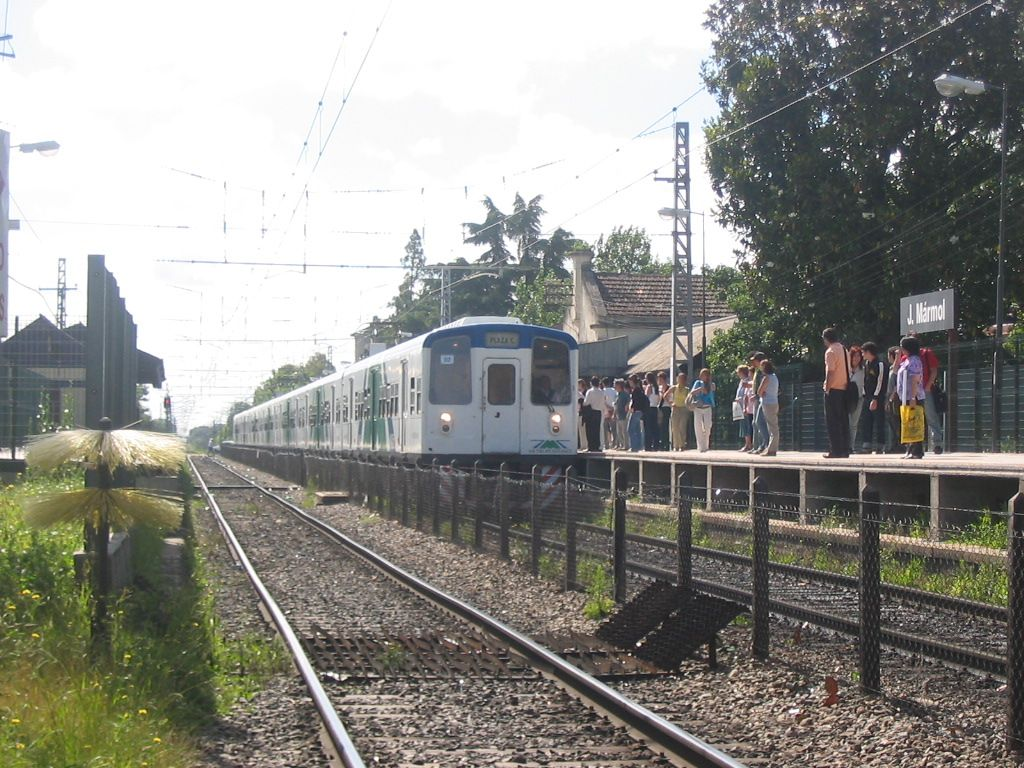
Un tren eléctrico Toshiba en 2004, haciendo el servicio Claypole - Constitución bajo concesión de Metropolitano.
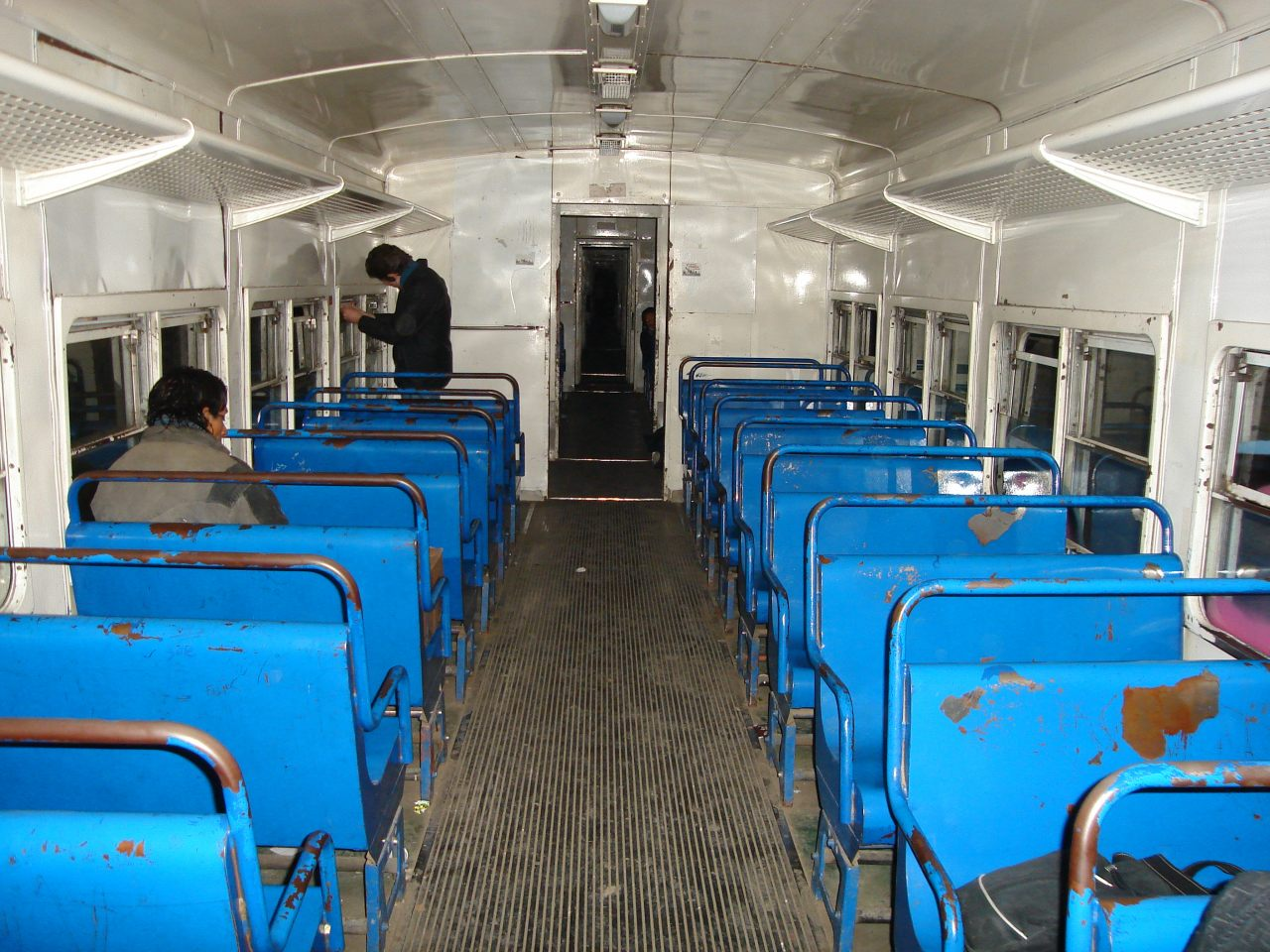
Interior de un vagón de un tren del ramal Constitución - La Plata bajo concesión a Metropolitano.
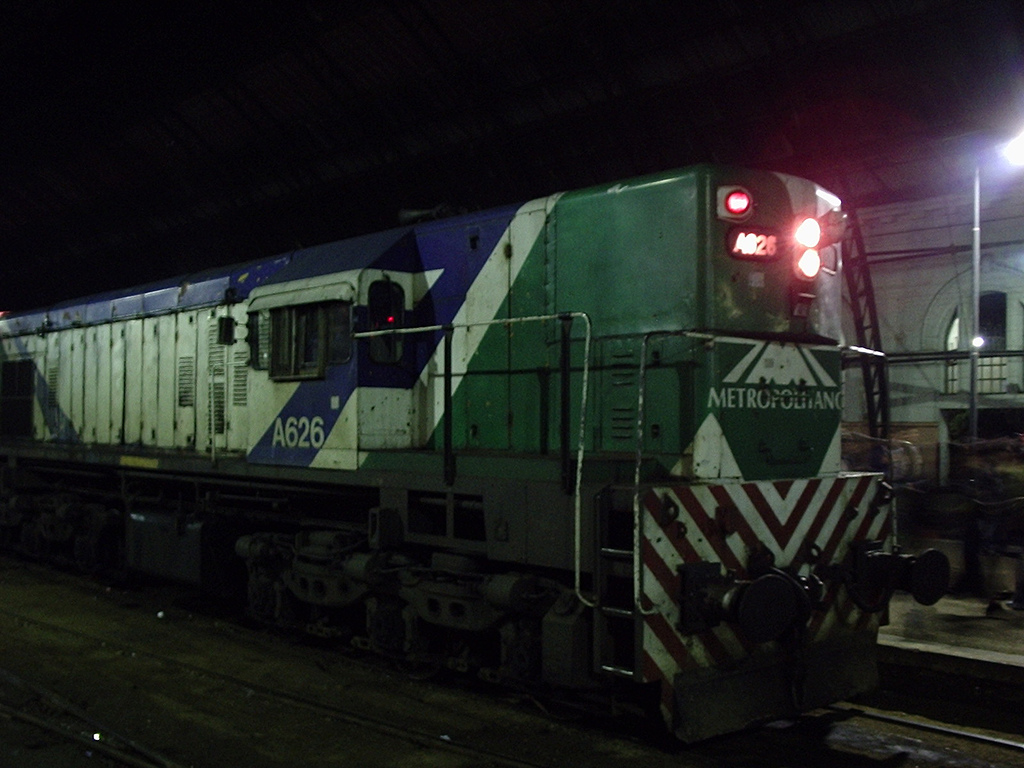
Locomotora de Metropolitano, vista en 2006.